# Sikana
Sikana è un villaggio nella parrocchia di Põhja-Pärnumaa, contea di Pärnu, nell'Estonia centro-occidentale.